# 밀양대공원
밀양대공원은 경상남도 밀양시 교동에 위치한 공원이다. 총 24만5천여m2 규모로 2008년 준공되었다.

## 특징 및 주요 시설
밀양대공원에는 밀양시립박물관, 밀양시 독립기념관, 현충탑 등의 밀양지역 주요 상징물이 들어서 있으며, 공원 내 산책로 등이 정비되어 밀양시의 대표적인 공원으로 자리잡고 있다. 2013년 9월에는 이 공원 내에 지상 4층 지하 1층, 연면적 9800m2 규모의 밀양예술회관을 신축하여 2015년 6월에 준공할 계획이다.

## 지적
밀양대공원의 위치가 밀양의 관문 역할을 하는 밀양대로변에 있어 접근성은 좋은 편이나, 바로 북쪽에 수백년된 밀양공동묘지가 위치하고 있어 주변 시민들이 이용을 기피하고 있는 것으로 알려졌다. 이에 밀양시의회에서는 밀양대공원 활성화를 위해 공동묘지 이전을 촉구해왔으나 밀양시에는 예산난, 분묘 연고자 반발을 이유로 계획을 수립하고 있지 않고 있다.

## 교통
밀양대로에 있어 접근성이 좋은 편이다. 시내버스로 가려면 밀양 1, 2번 버스를 타고 대웅맨션 정류장에 하차하여 도보로 접근하면 된다.